# Musique atonale
Pour les articles homonymes, voir Atonal.
 (mai 2014).

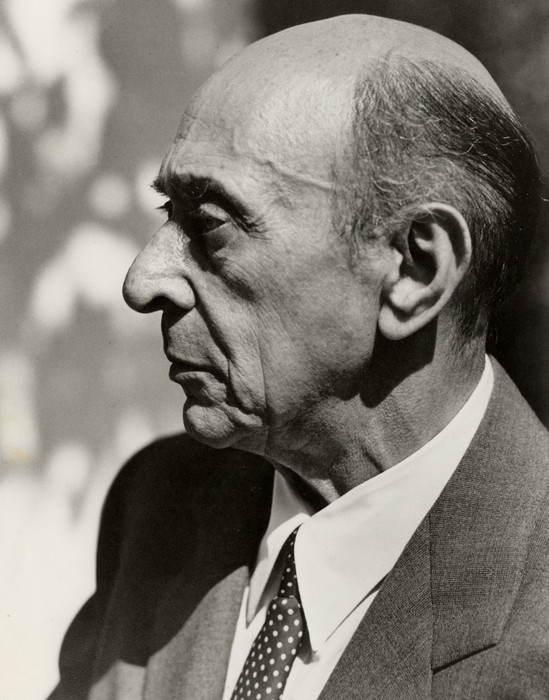
Arnold Schönberg en 1948.

La musique atonale comprend les compositions musicales caractérisées par l'émancipation des dissonances et le rejet de toute hiérarchie tonale — hiérarchie qui est le fondement de la grammaire musicale, ou théorie de la musique occidentale, sur laquelle reposent la musique classique et la quasi-totalité des musiques occidentales. L'atonalité constitue donc une remise en cause importante de la conception de l'écriture musicale envisagée jusqu'alors. Au cours du XXe siècle, elle engendre la musique contemporaine, large courant de musique dite « savante » avant-gardiste. L'atonalité est associée tout particulièrement à la phase expressionniste de la Seconde école de Vienne. Au niveau expressif, elle est souvent associée à des atmosphères angoissées et torturées qui siéent à l'esthétique expressionniste. Ce type d'écriture est introduit par Arnold Schönberg et ses élèves Anton Webern et Alban Berg.

## Description générale
Pour comprendre le phénomène que constitue l’atonalité, il faut considérer le style d’écriture musicale qu'elle remet en cause : la musique tonale. La musique occidentale dans son ensemble s’appuie, depuis le XVIIIe siècle, sur un « vocabulaire » et une « grammaire » musicale communs : le système tonal. Ce système permet d’écrire des mélodies et des harmonies simples à base d’accords classés et s’est, durant deux siècles, installé dans les habitudes musicales, au point d’en paraître parfaitement naturel pour la plupart des auditeurs, par accoutumance et enculturation. En d’autres termes, la pratique et la composition de la musique en Occident ont été largement soumises à l’observance d’un système de règles codifiées qui ont forgé la façon dont on écoute et conçoit la « bonne façon » de faire de la musique. Ce système est celui sur lequel s’est appuyée la majeure partie de la musique classique jusqu’au XXe siècle. C’est aussi celui par lequel on compose la majorité de la musique populaire (variété, pop, blues, jazz, soul, rock, metal, reggae, funk, etc.), bien que certaines de ses règles y aient parfois été assouplies.
Pour comprendre le bouleversement important que constitue l’emploi du langage atonal dans l’histoire de la musique, il faut d’abord considérer certains aspects du système tonal qu’il remet en cause. L’un des fondements de l’harmonie tonale classique est de s’appuyer sur une hiérarchisation de degrés (c’est-à-dire une échelle d’importance entre les différentes notes constitutives de la gamme). L’un de ses degrés, la tonique (le premier degré, c’est-à-dire la note de départ d’une gamme), constitue la note la plus importante de la gamme, le point d’équilibre, ou « centre tonal » ; autour de celle-ci gravitent la dominante, créatrice de tension, et les autres degrés, hiérarchisés d’après les deux pôles d’attraction précédents. Une grande partie du fonctionnement de la musique tonale s’appuie sur le jeu d’attraction qu’exerce la tonique sur les autres notes de la gamme. Une mélodie, par exemple, est constituée d’une succession de notes dont le cheminement est très souvent déterminé par l’attraction exercée par la tonique et les tensions créées par la dominante ou la note sensible. Par ailleurs, le système tonal s’appuie généralement sur l’emploi de gammes et d’accords classifiés selon leurs caractéristiques. La combinaison de ces accords repose sur la mise en jeu de tensions et de résolutions à travers la succession de « dissonances » (septième, neuvième…) et de « consonances » (de la tierce ou la sixte, à l’« accord parfait »). En d’autres termes, la dynamique du système tonal tire parti du fait que certaines associations simultanées de notes provoquent des tensions, des états d’instabilité, de malaise (les dissonances) qui, dans la logique interne du système, nécessitent d’être résolues par d’autres associations considérées comme plus stables et engendrant une sensation de relâchement, de repos : les consonances.
Or, la musique atonale remet en cause toute cette logique, en rejetant les distinctions hiérarchiques entre la « tonique » et les autres notes, garantissant à la place l’égalité de toutes les notes entre elles. L’écriture n’est plus soumise à ces lois harmoniques héritées de la tradition qui forçaient certaines tournures dissonantes à se résoudre obligatoirement sur des consonances. On parle souvent à ce propos d’« émancipation de la dissonance ». Mais la remise en cause de cette hiérarchie, ainsi que cette dynamique résolutive propre au système tonal, va d’une certaine manière jusqu’à remettre en cause la distinction entre consonances et dissonances, puisque celle-ci n’a plus d’utilité d’un point de vue fonctionnel. Le terme d’« atonalité » signifie donc la suspension des fonctions propres au système tonal. Le compositeur atonal considère la gamme chromatique dans son ensemble. Par la suite, l’écriture atonale connaîtra de nouvelles évolutions qui réintroduiront de nouvelles hiérarchies, notamment dans l’écriture dodécaphonique. Mais dans le cas de l’atonalité libre originelle, son fonctionnement repose sur une plus grande liberté d’utilisation du matériau musical. En raison des libertés que la musique atonale prend vis-à-vis des habitudes et des traditions musicales, elle implique de nouvelles sonorités harmoniques qui apparaissent souvent difficiles d’accès pour une oreille non avertie, encore habituée aux sonorités et aux tournures traditionnelles de la musique tonale. Elle nécessite donc souvent une certaine familiarisation et une prise de distance vis-à-vis de ses habitudes d’écoute musicale.

## L'emploi de l'atonalité
La « musique atonale » a été développée par la seconde école de Vienne au début du XXe siècle et se prolonge dans le dodécaphonisme, puis le courant du sérialisme intégral. On qualifie de « musique atonale » l'ensemble des compositions écrites après 1907 dans lesquelles les principes tonal et modal ne constituent pas le fondement compositionnel de l'œuvre.
L'emploi de l'atonalité est lié historiquement à la seconde école de Vienne où professe Arnold Schoenberg ; Alban Berg, et Anton Webern poursuivent et étendent son œuvre.
Cependant, de nombreux compositeurs tels que George Antheil, Béla Bartók, John Cage, Carlos Chávez, Aaron Copland, Roberto Gerhard, Alberto Ginastera, Alois Haba, Josef Matthias Hauer, Carl Ruggles, Luigi Russolo, Roger Sessions, Nikos Skalkottas, Toru Takemitsu, Edgard Varèse, Frank Zappa, et quelques artistes de jazz tels Anthony Braxton, Ornette Coleman et Cecil Taylor, ont eu recours à un atonalisme élargi, (ont « flirté avec l'atonalisme » pour reprendre les termes de Leonard Bernstein) pour essayer d'élargir le système musical occidental. Depuis l'époque moderne coexistent donc : la tonalité (la quasi-totalité de la musique occidentale, les musiques extra-européennes ne pouvant pas être considérées comme étant d'essence tonale), l'atonalité, dont le dodécaphonisme et le sérialisme : ceci, au sein de la gamme tempérée ; parallèlement, c'est toute la dialectique « bruit »/« son » qui découle des recherches concrètes, électro-acoustiques et électroniques ; sans oublier la gestion informatisée des paramètres compositionnels.

## Histoire de l'atonalité
Un des premiers exemples précoces d'atonalité est sans doute la fameuse Bagatelle sans tonalité de Franz Liszt (1885), dans laquelle la tonalité est si large qu'elle s'en trouve presque « diluée », bien qu'elle reste identifiable. Mais si des exemples précoces ont existé (comme les Clairs de lune d'Abel Decaux écrits en 1900-1903) ce n'est qu'à partir du début du XXe siècle que le terme atonalité a commencé à être utilisé pour décrire des œuvres, tout particulièrement celles écrites par Arnold Schönberg et la seconde école de Vienne. Même avant Schönberg, des compositeurs comme Alexandre Scriabine avec son Prométhée ou le Poème du Feu, en 1910, pousseront la tonalité à ses limites.
L'émergence de cette musique se situe dans ce qui était décrit comme la crise de la tonalité à la fin du XIXe siècle et du début du XXe siècle dans la musique classique. Crise qui selon Busoni résultait de la « lassitude du système majeur/mineur » et par Schönberg comme « l'illégitimité d'un accord tonal à prétendre dominer tous les autres ». Historiquement cette situation avait conduit à un accroissement de l'usage durant le XIXe siècle d'accords ambigus, d'inflexions harmoniques moins probables, et des inflexions mélodiques et rythmiques inhabituelles au sein de styles ayant recours au langage tonal.
La première phase est souvent décrite comme « atonalité libre » ou « chromatisme libre » impliquant une tendance consciente à éviter l'harmonie diatonique traditionnelle. Les œuvres de cette période comprennent entre autres l'opéra Wozzeck (1917-1922) d'Alban Berg ou Pierrot lunaire (1912) de Schönberg.
La seconde phase débute après la Première Guerre mondiale et se caractérise par une volonté de créer un moyen de composition systémique sans tonalité, la fameuse technique dodécaphonique. Parmi les œuvres de cette période Lulu et la suite lyrique de Berg, le concerto pour piano de Schönberg, son oratorio l'Échelle de Jacob et de nombreuses petites pièces, ainsi que ses derniers quatuors à cordes. Schönberg était un des innovateurs majeurs du système, mais son élève Anton Webern, commença à lier les dynamiques les timbres aux séries aussi. Ceci combiné avec le paramétrage de Olivier Messiaen, inspirera le sérialisme.
L'atonalité a été employée à certains moments comme un terme péjoratif pour condamner une musique dont les accords semblaient ne pas être organisés avec cohérence. Sous le régime nazi, la musique atonale fut attaquée et taxée d'art « bolchevik » et fut cataloguée comme « art dégénéré » au même titre que les musiques produites par les pays ennemis du régime nazi. Beaucoup de compositeurs virent leurs œuvres bannies du régime, et n'être jouées qu'après sa chute, à la fin de la Seconde Guerre mondiale.
Dans les années qui suivirent, l'atonalité représentait un défi pour beaucoup de compositeurs ; même ceux qui écrivaient de la musique orientée vers la tonalité furent influencés par elle. Les théories de la Seconde école de Vienne, et en particulier le dodécaphonisme, furent considérés par les compositeurs avant-gardistes dans les années 1950 comme les fondements de la nouvelle musique qui conduisit au sérialisme et à d'autres formes d'innovation musicale.
Bon nombre de compositeurs ont écrit de la musique atonale après la guerre, notamment Elliott Carter et Witold Lutosławski. Après la mort de Schoenberg, Igor Stravinsky alors qu'il avait rejeté pendant toute sa carrière le dodécaphonisme, se mit lui aussi à écrire une musique ayant recours à des éléments sériels associés avec des éléments de musique tonale
Au cours de cette époque, les progressions d'accords ou les successions permettant d'éviter un centre tonal furent explorées.